# Zeal and Ardor
Zeal and Ardor, stylisé Zeal & Ardor, est un groupe américano-suisse de metal avant-gardiste, originaire de Bâle. Formé en 2013 par Manuel Gagneux, un musicien suisse qui avait précédemment créé Birdmask, le groupe mélange les styles negro spiritual avec le black metal.
Initialement un projet solo, Manuel Gagneux est rejoint en 2016 par Denis Wagner, Marc Obrist, Tiziano Volante, Mia Rafaela Dieu et Marco Von Allmen. Le groupe signe alors avec MVKA records.

## Histoire

### Origines
Manuel Gagneux se forme à Bâle, en Suisse, en 1989, d'une mère afro-américaine et d'un père suisse,. Ses deux parents sont musiciens et il apprend le piano dès son enfance. En grandissant, il écoute du grindcore, du death metal mélodique et technique, et joue dans un groupe de black metal nommé Hellelujah pendant l'adolescence. Après son déménagement à New York en 2012, Manuel Gagneux forme le groupe de pop baroque Birdmask.
Manuel Gagneux poste quelques morceaux de Birdmask sur le forum 4chan, et demande aux utilisateurs du forum de lui soumettre deux genres musicaux pour créer une chanson en une demi-heure, comme moyen de développer sa créativité,. On lui propose[style à revoir] de fusionner le black metal et la « musique nègre », et c'est ainsi qu'il forme Zeal and Ardor, en reprenant des éléments du black metal et des negro spirituals,. Manuel Gagneux déclara plus tard que ce groupe répond à la question « Que se serait-il passé si les esclaves noirs américains avaient choisi Satan au lieu de Jésus, ? »
Zeal and Ardor signifie littéralement Zèle et Ardeur.

### Devil is Fine(2014–2016)
Manuel Gagneux publie l'album démo Zeal and Ardor sur Bandcamp en juin 2014.
L'album Devil is Fine est d'abord publié sur Bandcamp en 2016. L'album est écrit et enregistré entièrement par Manuel Gagneux. En juin 2016, le magazine Rolling Stone présente l'album Devil is Fine comme l'un des meilleurs albums de metal de 2016. En novembre 2016, Zeal and Ardor est mis en avant par Bandcamp pour son black metal expérimental. Le 11 novembre 2016, Manuel Gagneux annonce avoir signé avec le label anglais MVKA[source secondaire nécessaire]. MVKA réédite Devil is Fine le 24 février 2017. Il atteint la 17e place du classement suisse Hitparade. La pochette de l'album Devil is Fine représente une photo de Robert Smalls, un esclave qui a gagné sa liberté avec 17 personnes durant la guerre de Sécession en prenant le contrôle d'un navire confédéré, l'USS Planter (en). Le sceau de Lucifer recouvre le visage de Robert Smalls en surimpression. Manuel Gagneux explique que cette superposition du sceau de Lucifer et du portrait de Robert Smalls résume ses intentions et le thème de cet album.

### Stranger Fruit(2017–2020)

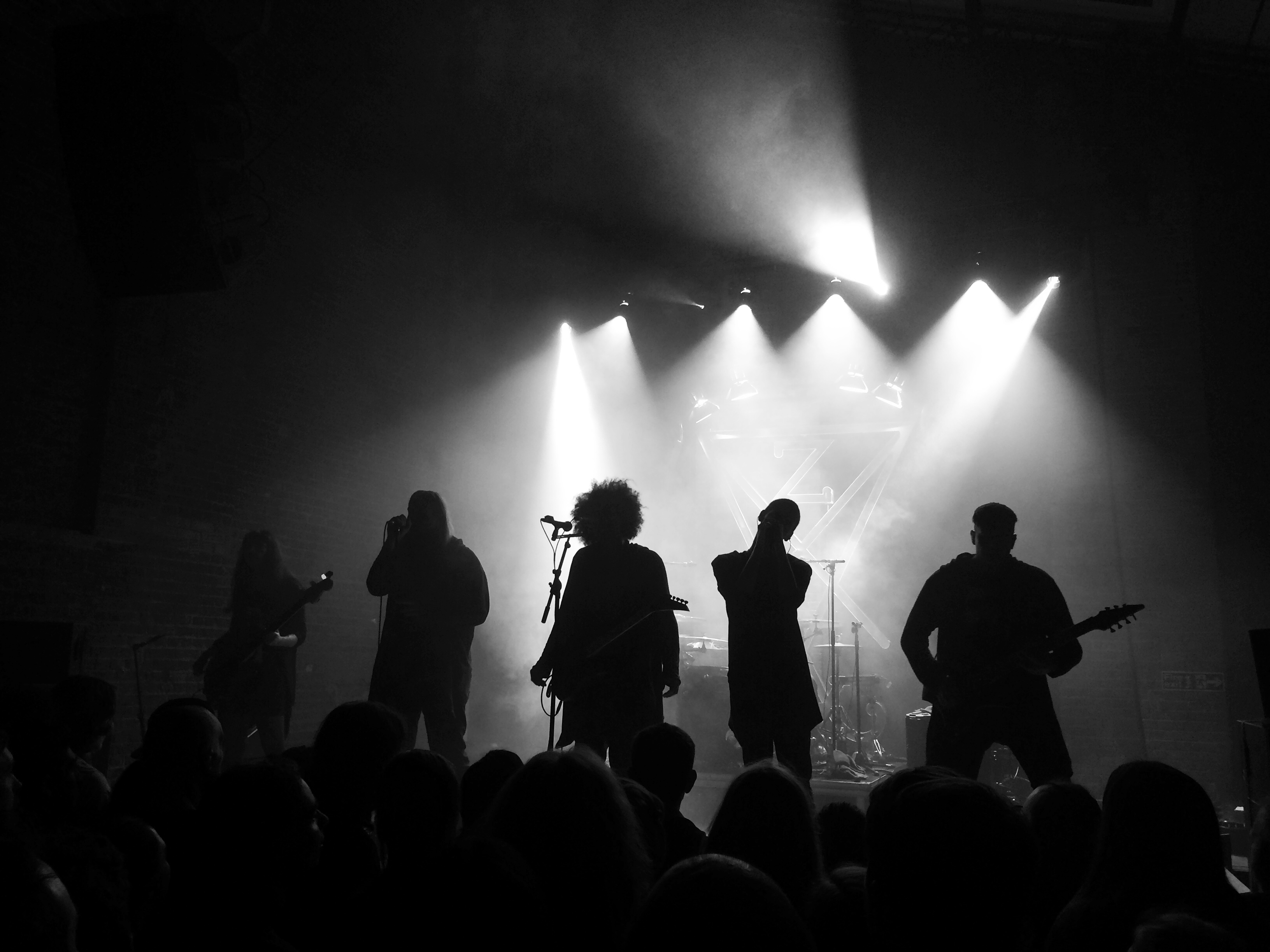
Zeal and Ardor en juin 2018.

En 2017, Manuel Gagneux transforme le projet Zeal and Ardor en un groupe avec Denis Wagner et Marc Obrist aux chœurs, Tiziano Volante à la guitare, Mia Rafaela Dieu à la guitare basse et Marco Von Allmen à la batterie.  
L'album Stranger Fruit est publié le 8 juin 2018. Les singles Gravedigger's Chant, Waste, et Built on Ashes sont publiés avant. Pour sa première grande tournée, Zeal and Ardor se produit dans de nombreux festivals renommés : Montreux Jazz Festival, Download Festival, Lowlands, Musilac, Primavera Sound, Wacken Open Air, Hellfest, Graspop Metal Meeting.
Le 22 mars 2019 le groupe publie leur premier album live, Live in London.

### Wake of a NationetGreif(depuis 2020)
Le 4 septembre 2020, Manuel Gagneux publie deux single en ligne, Vigil et I Can't Breathe, écrits en réaction aux affaires de violences policières à caractère raciste, notamment l'affaire George Floyd[source secondaire nécessaire]. La phrase « I can't breathe », titre du deuxième morceau et citée à plusieurs reprises dans les paroles de Vigil, fait référence aux dernières paroles d'Eric Garner et George Floyd. Le 23 septembre le titre Tuskegee est publié en ligne[source secondaire nécessaire]. Les paroles font référence à la ville de Tuskegee et à l'étude sur la syphilis qui a laissé environ 400 hommes noirs atteints de syphilis sans aucun traitement actif.
L'EP Wake of a Nation sort le 23 octobre, en soutien au mouvement Black Lives Matter. Le titre est une référence au film The Birth of a Nation de 1915 à la gloire du Ku Klux Klan. Manuel Gagneux déclare « Ce disque est dédié à Michael Brown, Eric Garner, George Floyd et toutes les autres victimes sans visage. Il s’adresse aux âmes courageuses qui veulent s'élever et qui sont prêtes à risquer leur vie pour que les autres gardent la leur. ». La pochette représente deux tonfas agencés pour représenter une croix renversée (symbole récurrent du black metal).
Le 23 août 2024 le groupe suisse sort l'album Greif.

## Influences
Le groupe est influencé par Mayhem, Burzum, Darkthrone, Naglfar, Mephistopheles (en), Illnath, Golem, Wendy Carlos, Tom Waits, ainsi que Deftones et Limp Bizkit, que Manuel Gagneux décrit comme ses péchés mignons. Hors musique, Manuel Gagneux cite les écrivains Philip K. Dick et Octavia Butler.

## Membres
- Manuel Gagneux – chant, guitare, synthétiseurs, programmation (depuis 2013)
- Denis Wagner – chœurs (depuis 2017)
- Marc Obrist – chœurs (depuis 2017)
- Tiziano Volante – guitare (depuis 2017)
- Mia Rafaela Dieu – basse (depuis 2017)
- Marco Von Allmen – batterie (depuis 2017)